# Rosasite
La rosasite è un minerale, un idrossicarbonato di rame e zinco, che prende il nome dalla miniera di Rosas, presso il comune di Narcao nel territorio sardo del Sulcis, dov'è stata scoperta dal geologo Domenico Lovisato.

## Abito cristallino
In croste o microscopici cristalli.

## Origine e giacitura
L'origine della rosarite è secondaria, per cui si trova nei luoghi di ossidazione delle miniere di rame, zinco e piombo.

## Forma in cui si presenta in natura
In cristalli microscopici che formano delle masse globulari o botrioidali, cioè mammellonari oppure in croste mammellonari fibrose.

## Luoghi di ritrovamento
- In Italia: Valle dei Mercanti presso Schio nel Vicentino, sotto forma di piccole sferulette azzurro-verdastre sopra la smithsonite; a Rosas, in Sardegna in masserelle verde chiare tendenti all'azzurrognolo.[2]
- In America: Mapimí nello stato di Durango (Messico); Contea di Inyo in California, Wellington in Nevada; Contea di Cochise in Arizona, Omega mine, Helvetia district, Pima County in Arizona, associata a calcite, [2] a Kelly nel Nuovo Messico (Stati Uniti[5]
- In Africa: a Tsumeb in Namibia.[2]